# Самсон і Даліла (Мантенья)
«Самсон і Даліла» — картина Андреа Мантенья, написана приблизно 1495—1500 роками клейовою темперою на лляному полотні, яка зараз зберігається в Національній галереї в Лондоні.
Це одна з робіт Мантенья в стилі гризайль. Створена між 1495 роком і роком смерті художника. Формат і техніка схожі на «Юдіф з головою Олоферна» (Національна галерея Ірландії). Картина є ілюстацією біблійного епізоду про Самсона і Далілу.